# 귀천도
《귀천도》는 대한민국의 1996년에 개봉한 대한민국의 액션 영화이다. 배우 이경영의 장편 영화 데뷔작이며, 《아다다》로 스크린에 데뷔할 때 직접 쓴 시나리오를 영화화하였다.
한편 당초 연출은 심승보 감독이 할 계획이었지만 불발되고, 그 대신에 배우 이경영이 직접 연출을 맡았으며 이 과정에서 여자 주인공으로 최지우, 이승연 등이 거론되었지만 천신만고 끝에 김성림이 낙점됐다.

## 줄거리
1800년 정조 재위 마지막 해. 정조(이기열)는 사랑하는 여인 청연(김성림)과의 사이에서 장차 아시아를 지배할 아이가 탄생할 것과 그 아이를 제거하기 위해 일본에서 대규모의 자객단이 파견될 것을 예감한다.
재위가 얼마 남지 않았음을 인식한 정조는 왕가비전에 나타나 있는 시간의 문을 통해 청연과 장차 태어날 아이를 다른 시대로 도피시키기로 결정한다. 그리고 자신의 호위무사인 좌운검(이경영)과 우운검(김민종)에게 왕가의 보물인 귀천도를 하사하며 청연의 호위를 명한다. 그러나 아시아를 지배할 귀인이 조선에서 태어날 것이라는 정보를 입수한 일본의 쇼군 무사 다다가쓰(독고영재)는 수제자 간죠(장동직)와 문사 하큐슈(조선묵)에게 조선의 청연을 제거할 것을 명한다. 그러나 일본의 자객단을 피해 귀천대에 도착한 청연 일행은 귀천도를 이용해 시간의 문을 여는 데 성공하고 우운검은 다른 시대로 좌운검과 청연을 먼저 보낸 후 간죠의 무리를 막는다.
1975년, 청연과 좌운검은 175년이라는 세월을 뛰어 넘어 월곶의 염전밭에 도착한다. 청연은 이듬해 딸 도연을 낳은 후 세상을 떠나고, 좌운검은 도연이 정조의 후예라는 사실을 숨기기 위해 남자아이 빈을 데려다 양자로 삼는다. 1980년 5월, 서울에 온 하쿠슈 일당은 6세 된 남자아이들을 닥치는 대로 살해하다가 경찰에 의해 전원 사살되고 1996년 뒤늦게 시간의 문을 넘어온 우운검과 간죠 무리는 서울에 떨어진다. 결국 좌운검은 양아들 빈과 함께 간죠 무리에게 죽음을 당하고 좌운검은 죽어가면서 우운검에게 도연이 정조의 후손임을 알린다.

## 캐스팅
- 김민종 : 우운검 역
- 김성림 : 도연/청연 역
- 이경영 : 좌운검 역
- 장동직 : 간죠 역
- 조선묵 : 하쿠슈 역
- 독고영재 : 다다카쓰 역
- 이기열 : 정조 역
- 이기영 : 무네모리 역
- 박지훈 : 장용영무사 역
- 장지연 : 고도히메 역
- 이석우 : 지훈 역
- 이승훈 : 빈 역
- 이성용 : 황역관 역
- 김준영 : 이관학 형사 역
- 최유림 : 지혜 역
- 정동훈 : 두찬 역

## 제작진
- 감독/각본 : 이경영
- 배급 : 박상인, 김도준
- 프로듀서 : 정초신
- 제작실장 : 이관학
- 제작부장 : 양근찬
- 제작부 : 정연옥, 김상범, 장은석
- 기획 : 김현택
- 촬영 : 김성복
- 조명 : 김동호
- 편집 : 박순덕
- 음악 : 서영진
- 미술 : 청솔아트
- 세트 : 김준섭
- 소품 : 정민영
- 의상 : 이다연
- 분장/특수분장 : 윤예령
- 동시녹음 : 김원용
- 사운드 슈퍼바이저 : 김석원
- 특수효과 : 정도안
- 시각효과 : 이정환
- 무술감독 : 원진
- 조감독 : 최진호, 성희경, 이동석, 김선민, 조성원
- 스틸 : 정성일
- 스토리보드 : 이인환

## 흥행 순위
|  | 1996년도 한국영화 흥행순위 TOP 10 (서울 관람객 기준) |

| 순위 | 영화 제목        | 관객수(명) | 개봉일     | 비고 |
| ---- | ---------------- | ---------- | ---------- | ---- |
| 1    | 투캅스 2         | 636,047    | 1996.04.27 |      |
| 2    | 은행나무 침대    | 452,580    | 1996.02.17 |      |
| 3    | 꽃잎             | 213,979    | 1996.04.05 |      |
| 4    | 귀천도           | 200,570    | 1996.10.12 |      |
| 5    | 박봉곤 가출 사건 | 170,328    | 1996.09.21 |      |
| 6    | 돈을 갖고 튀어라 | 167,108    | 1995.12.16 |      |
| 7    | 리허설           | 160,141    | 1995.12.15 |      |
| 8    | 본 투 킬         | 132,261    | 1996.04.20 |      |
| 9    | 코르셋           | 114,777    | 1996.06.08 |      |
| 10   | 보스             | 101,078    | 1996.07.06 |      |

## OST
1. Main title
2. 비장(悲壯)
3. 청연의 苦惱
4. 사무라이 出現
5. 영혼을 위한 아리아
6. 戀君之情
7. 간죠의 回想
8. 桃園決義
9. 황역관의 죽음
10. 빈의 테마
11. 슬픈 영혼(좌운검 Theme)
12. 夢
13. 우운검의 回想
14. Run 1
15. 劍舞
16. Run 2
17. 도연과 우운검의 만남
18. 時間의 門

## 수상
- 1996년 제17회 청룡영화상 인기스타상(남) - 김민종

## 수상 후보
- 1996년 제17회 청룡영화상 신인감독상 - 이경영
- 1996년 제17회 청룡영화상 남우주연상 - 김민종
- 1996년 제17회 청룡영화상 남우조연상 - 장동직